# 关德伟
关德伟（1954年—），中华人民共和国吉林长岭人，汉族，中华人民共和国政治人物、第十一届全国人民代表大会吉林地区代表。
毕业于吉林省委党校经济管理专业。1975年8月加入中国共产党，担任吉林省妇联主席。2008年起担任全国人大代表。